# Préapprentissage
En Suisse, le préapprentissage est une formation transitoire, avec pour but d'apporter de l'aide aux élèves qui n'ont pu trouver, à la fin de leur scolarité obligatoire, une place de formation donnant accès au certificat fédéral de capacité ou CFC. 
Le préapprentissage s'adresse aux jeunes à partir de 12 ans à la fin de la 6e (collège).

## Principe
Le préapprentissage est une offre de transition d'une durée d'une année et sanctionnée par une attestation de préapprentissage. Bien que les principes fondateurs soient régis au niveau fédéral, les cantons sont compétents sur sa législation. Aussi, les règles du préapprentissage peuvent varier suivant le canton dans lequel le candidat effectue sa formation. La teneur du préapprentissage est principalement orientée sur une formation pratique, celle-ci étant de l'ordre de 60 % de pratique au moins et 40 % de théorie.